# J-League de 2009
A J-League de 2009 foi a 17º edição da liga de futebol japonesa profissional J-League. Foi iniciada em março e com término em 5 dezembro de 2009.
O campeonato teve 16 clubes. O Kashima Antlers foi o campeão, sendo o vice Kawasaki Frontale.

## Classificação final
| Pos | Equipe              | Pts | V  | E  | D  | GM | GS | SG  | Nota                                               |
| --- | ------------------- | --- | -- | -- | -- | -- | -- | --- | -------------------------------------------------- |
| 1   | Kashima Antlers     | 66  | 20 | 6  | 8  | 51 | 30 | +21 | Campeão Classificado para Liga dos Campeões da AFC |
| 2   | Kawasaki Frontale   | 64  | 19 | 7  | 8  | 64 | 40 | +24 | Classificado para Liga dos Campeões da AFC         |
| 3   | Gamba Osaka         | 60  | 18 | 6  | 10 | 62 | 44 | +18 | Classificado para Liga dos Campeões da AFC         |
| 4   | Sanfrecce Hiroshima | 56  | 15 | 11 | 8  | 53 | 43 | +9  |                                                    |
| 5   | FC Tokyo            | 53  | 16 | 5  | 13 | 46 | 38 | +8  |                                                    |
| 6   | Urawa Red Diamonds  | 52  | 16 | 4  | 14 | 43 | 43 | 0   |                                                    |
| 7   | Shimizu S-Pulse     | 51  | 13 | 12 | 9  | 44 | 41 | +3  |                                                    |
| 8   | Nagoya Grampus      | 50  | 13 | 11 | 10 | 42 | 31 | +11 |                                                    |
| 9   | Albirex Niigata     | 50  | 14 | 8  | 12 | 46 | 42 | +4  |                                                    |
| 10  | Yokohama F. Marinos | 46  | 11 | 13 | 10 | 43 | 37 | +6  |                                                    |
| 11  | Júbilo Iwata        | 41  | 11 | 8  | 15 | 50 | 60 | -10 |                                                    |
| 12  | Kyoto Sanga FC      | 41  | 11 | 8  | 15 | 35 | 47 | -12 |                                                    |
| 13  | Omiya Ardija        | 39  | 9  | 12 | 13 | 40 | 47 | -7  |                                                    |
| 14  | Vissel Kobe         | 39  | 10 | 9  | 15 | 40 | 48 | -8  |                                                    |
| 15  | Montedio Yamagata   | 39  | 10 | 9  | 15 | 32 | 40 | -8  |                                                    |
| 16  | Kashiwa Reysol      | 34  | 7  | 13 | 14 | 41 | 57 | -16 | Descenso                                           |
| 17  | Oita Trinita        | 30  | 8  | 6  | 20 | 26 | 45 | -19 | Descenso                                           |
| 18  | JEF United Ichihara | 27  | 5  | 12 | 17 | 32 | 56 | -24 | Descenso                                           |

## Artilheiros
| Ranking | Nome             | Clubs              | Gols |
| ------- | ---------------- | ------------------ | ---- |
| 1       | Ryoichi Maeda    | Jubilo Iwata       | 20   |
| 2       | Juninho          | Frontale           | 17   |
| 2       | Edmilson         | Urawa Red Diamonds | 17   |
| 4       | Naohiro Ishikawa | FC Tokyo           | 15   |
| 4       | Hisato Satō      | Sanfrecce          | 15   |
| 6       | Chong Tese       | Frontale           | 14   |
| 6       | Shinji Okazaki   | S-Pulse            | 14   |
| 8       | Marquinhos       | Kashima Antlers    | 13   |
| 8       | Pedro Júnior     | Gamba              | 13   |
| 8       | Kazuma Watanabe  | Yokohama F Marinos | 13   |